# Zanthoxylum setulosum
Zanthoxylum setulosum là một loài thực vật có hoa trong họ Cửu lý hương. Loài này được P. Wilson miêu tả khoa học đầu tiên năm 1922.